# Chennai Citi Centre
Le Chennai Citi Centre est un centre commercial situé à Mylapore, à Madras (Chennai), en Inde. 

## Historique
Il a ouvert ses portes le 3 mars 2006 et est situé sur Radhakrishnan Salai. Selon Cushman & Wakefield, une société mondiale de conseil en immobilier, il s’agit de l’un des centres commerciaux les plus chers de Madras.